# Liste des drapeaux de Suisse T
Pour les communes suisses commençant par T. Pour plus d'informations sur les conceptions, s'il vous plaît lire l'article d'une commune. 

Täsch
Thônex
Tujetsch